# Embernagra
Embernagra es un género de aves paseriformes perteneciente a la familia Thraupidae, que agrupa a dos especies nativas de América del Sur donde se distribuyen desde el centro este de Brasil hasta el centro de Argentina. Comúnmente se denominan coludos o semilleros pampa.

## Etimología
El nombre genérico masculino Embernagra es una combinación de los géneros Emberiza, que deriva del alemán antiguo «embritz» utilizado para designar a los pájaros del Viejo Mundo llamados escribanos, y del obsoleto Tanagra que designaba a las tangaras en general.

## Características
Este género agrupa a una dupla de tráupidos grandes, midiendo entre 20,5 y 23 cm de longitud, predominantemente oliváceos con picos anaranjados, que habitan en pastizales y matorrales.

## Taxonomía
Inicialmente colocado en Fringillidae y durante décadas en la familia Emberizidae, el presente género fue transferido para Thraupidae con base en diversos estudios genéticos, citando Burns et al. 2002, 2003; Klicka et al. 2007 y Campagna et al. 2011. La Propuesta N° 512 al Comité de Clasificación de Sudamérica (SACC) de noviembre de 2011, aprobó la transferencia de diversos géneros (entre los cuales Embernagra) de Emberizidae para Thraupidae.
Los datos presentados por los amplios estudios filogenéticos recientes comprobaron que el presente género es hermano de Emberizoides, y el par formado por ambos es próximo de Coryphaspiza, formando un pequeño clado o  subfamilia Emberizoidinae.

## Lista de especies
Géneros
Según las clasificaciones del Congreso Ornitológico Internacional (IOC) y Clements Checklist v.2019, el género agrupa a las siguientes especies con el respectivo nombre popular de acuerdo con la Sociedad Española de Ornitología (SEO):
| Imagen | Nombre científico     | Autor              | Nombre común       | Estado de conservación |
| ------ | --------------------- | ------------------ | ------------------ | ---------------------- |
|        | Embernagra platensis  | (Gmelin, 1789)     | coludo verdón      | LC                     |
|        | Embernagra longicauda | (Strickland, 1844) | coludo gorgipálido | LC                     |